# فرودگاه یادبود شهرستان هورون
فرودگاه یادبود شهرستان هورون (به انگلیسی: Huron County Memorial Airport) یک فرودگاه همگانی بهره‌برداری هوایی است که یک باند فرود آسفالت دارد و طول باند آن ۱۰۶۵ متر است. این فرودگاه در کشور ایالات متحده آمریکا قرار دارد و در ارتفاع ۲۳۳ متری از سطح دریا واقع شده‌است.